# Marie-Luise Dött

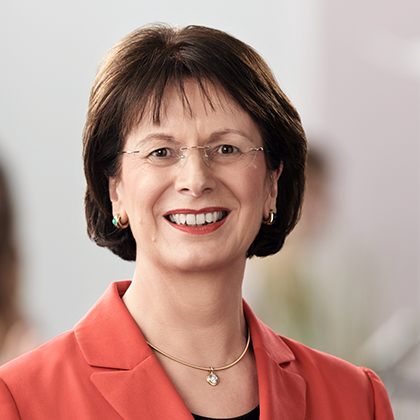
Marie-Luise Dött (2017)

Marie-Luise Dött geb. Duhn (* 20. April 1953 in Nordhorn) ist eine deutsche Politikerin (CDU). Sie war von 1998 bis 2021 Mitglied des Deutschen Bundestages.

## Leben und Beruf
Nach dem Abitur machte Dött eine Lehre zur Einzelhandelskauffrau in Würzburg. Anschließend absolvierte sie eine Ausbildung zur Gemmologin und Diamantgutachterin in Idar-Oberstein. Sie war Mitinhaberin eines Juweliergeschäftes mit Goldschmiede- und Uhrmacherwerkstatt in Höxter. Dött ist verheiratet und hat einen erwachsenen Sohn.

## Partei
Sie trat 1984 in die CDU ein und engagiert sich vor allem in der Mittelstands- und Wirtschaftsvereinigung der CDU (MIT). Sie war von 1994 bis 2005 Mitglied des MIT-Landesvorstandes in Nordrhein-Westfalen und gehört seit 1995 dem MIT-Bundesvorstand an. Von 1997 bis 1999 war sie außerdem Mitglied des CDU-Landesvorstandes in Nordrhein-Westfalen.

## Abgeordnete
Von 1997 bis 1999 gehörte Dött dem Stadtrat ihrer Heimatstadt Höxter an. Seit 1998 ist sie Mitglied des Deutschen Bundestages. Seit November 2005 ist sie hier Vorsitzende der Arbeitsgruppe Umwelt, Naturschutz, Bau und Reaktorsicherheit der CDU/CSU-Bundestagsfraktion und damit auch deren umweltpolitische Sprecherin. Nach ihrer Motivation gefragt, erklärte Dött, sie komme aus der Wirtschaft und habe die Umweltpolitik mit Absicht gewählt, um „Schlimmeres zu vermeiden“. Bei ihrer Wahl habe sie sich „gegen alle Gutmenschen durchsetzen“ müssen.
Dött ist stets über die Landesliste Nordrhein-Westfalen in den Bundestag eingezogen.
Im 19. Deutschen Bundestag war Dött ordentliches Mitglied im Ausschuss für Umwelt, Naturschutz und nukleare Sicherheit. Zudem war sie als stellvertretendes Mitglied im Ausschuss für Wirtschaft und Energie, im Gemeinsamen Ausschuss und im Finanzausschuss vertreten.
Bei der Bundestagswahl 2021 trat sie erneut an, wurde aber nicht wiedergewählt.

## Mitgliedschaften
Von 2001 bis 2017 war Dött Bundesvorsitzende des Bundes Katholischer Unternehmer. Sie ist Mitglied des Kuratoriums der AFOS-Stiftung und der Don Bosco Jugend Dritte Welt und Mitglied des Präsidiums der Guardini-Stiftung. Sie ist Mitglied des Präsidiums des Fördervereins Hochschule Rhein-Waal e. V. und Mitglied der Kommission für Zeitgeschichte e. V. Außerdem engagiert sie sich in der Strukturgesellschaft e. V. in Berlin, wo sie Vorsitzende des Beirates für Umwelt, Naturschutz und Reaktorsicherheit ist. Sie ist ehemalige Kuratorin der Initiative Neue Soziale Marktwirtschaft. Zudem Präsidiumsmitglied des Handelsverbands Deutschland (HDE).

## Auszeichnungen und Ehrungen
Im Dezember 2010 wurde Dött für ihr langjähriges ehrenamtliches Engagement mit dem Bundesverdienstkreuz am Bande ausgezeichnet.

## Positionen und Kritik

### Klimawandel
Dött sieht die globale Erwärmung als nicht nur durch die Menschheit hervorgerufen an und fordert eine Abkehr von einem solchen Klimaschutz, der der Wirtschaft neue Lasten auferlegen würde. Auf einer von dem Bundestagsabgeordneten Paul Friedhoff (FDP) ausgerichteten Diskussionsveranstaltung, bei der auch der Klimawandelleugner Fred Singer auftrat, kritisierte Dött 2010 die einseitige Ausrichtung von Umweltpolitik an einer Klimaschutzpolitik als „Ersatzreligion“. Sie beklagte, dass die meisten Menschen „einfach beeinflussbar und leicht händelbar“ seien, und meinte ironisierend, Zweifler „können geächtet werden, die müssen eventuell auch beichten, die müssen dann ins Fegefeuer oder kommen sogar in die Hölle, wenn sie ganz schlimm sind“. Die Ausführungen Singers bezeichnete Dött als „sehr, sehr einleuchtend“. Damit meinte sie, dass auch andere Positionen, die nicht mit der rot-grünen „Ersatzreligion“ übereinstimmend seien und erhebliche Bedenken dieser gegenüber beinhalteten, gehört und respektiert werden müssten. In einer späteren Presseerklärung erläuterte Dött, den Begriff Ersatzreligion verwende sie grundsätzlich zur Charakterisierung derjenigen, die versuchen, dem Klimaschutz ein Politikprimat zu geben und ihn zum alleinigen Maßstab von Energiepolitik zu machen. Ein Sprecher der CDU/CSU-Bundestagsfraktion erklärte, die Äußerungen Dötts entsprächen nicht der Meinung der Fraktion. Die Süddeutsche Zeitung konstatierte neun Jahre später rückblickend, dass dieser Vorfall das einzige Mal gewesen sei, dass Dött politisch „für größeres Aufsehen“ gesorgt habe.

### Atomkraft
Dött bekennt sich seit der Einigung von CDU und FDP zu einem beschleunigten Ausstieg aus der Atomenergie, allerdings betonte sie: „Einen Umbau Hals über Kopf nach dem Motto ‚koste er, was er wolle‘, ist mit uns nicht machbar.“ womit sie ihre Haltung bezüglich der ambitionierten Klimaschutzpolitik aus Wirtschaftlichkeit und sozialer Ausgeglichenheit bestätigt.
Auch während der Unfallserie im japanischen Kernkraftwerk Fukushima I infolge des Erdbebens am 11. März 2011 sprach sich Dött für eine Beibehaltung der Laufzeitverlängerung deutscher Kernkraftwerke aus. Anlässlich der Unfälle sei zu überprüfen, ob die Sicherheitsstandards in Deutschland verschärft werden müssten.

### Ethanol-Kraftstoff E-10
Dött steht der Einführung des Benzin-Ethanol-Kraftstoff E10 positiv gegenüber und spricht sich für die weitere Einführung aus.